# Fuentesaúco de Fuentidueña
Fuentesaúco de Fuentidueña è un comune spagnolo di 307 abitanti situato nella comunità autonoma di Castiglia e León.